# Yolanda Aguirre
Yolanda Aguirre Gutiérrez, nota anche come Yoli (Daimiel, 23 ottobre 1998), è una calciatrice spagnola, portiere del Siviglia.

## Carriera

### Club
Dopo i primi anni giocati nelle giovanili, dal 2013 Aguirre è inserita nella rosa della prima squadra del La Solana, club dell'omonima cittadina della comunità autonoma di Castiglia-La Mancia, rimanendovi per quattro stagioni.
Nell'estate 2017 si trasferisce al Santa Teresa, alla sua quarta stagione in Primera División Femenina de España, il massimo livello del campionato spagnolo di categoria, come vice della titolare Patricia Larqué. Debutta con la nuova maglia il 23 settembre di quell'anno, alla 3ª giornata di campionato, nell'incontro casalingo perso per 3-0 con l'Atlético Madrid. In seguito il tecnico Juan Carlos Antúnez la impiega in altre 10 partite prima che la squadra, rivelandosi meno competitiva delle precedenti stagioni, non riesce a staccarsi da posizioni di fondo classifica, terminando al 16º e ultimo posto, retrocedendo di conseguenza in Segunda División. Rimasta legata alla società di Badajoz, festeggia con le compagne il ritorno in Primera División al termine del campionato 2019-2020. Come portiere titolare disputa 31 dei 34 incontri di campionato, dove il Santa Teresa rimane sempre in zona retrocessione e alla fine, classificatosi al 18º e ultimo posto ritorna subito in cadetteria.
Durante la successiva sessione di calciomercato estivo Aguirre coglie l'occasione per disputare il suo primo campionato all'estero, firmando un contratto con il Napoli per la stagione entrante. Il tecnico Alessandro Pistolesi la impiega da titolare fin dalla 1ª giornata di campionato, facendo il suo debutto in Serie A nell'incontro casalingo perso per 3-0 con l'Inter. Dopo una sola stagione a Napoli, conclusasi con la retrocessione della squadra in Serie B, è tornata in Spagna per andare a giocare al Siviglia, partecipante alla Primera División.

### Nazionale
Nel 2016 il tecnico federale Pedro López la inserisce in rosa con la formazione under 19 che affronta la fase élite di qualificazione all'Europeo di Slovacchia 2016. Aguirre fa il suo debutto nel torneo il 7 aprile, scendendo in campo da titolare nel secondo incontro del  girone  vinto per 7-1 con le pari età dell'Irlanda del Nord, contribuendo ad approdare alla fase finale. Rimasta in rosa, López la impiega nuovamente il 25 luglio, nel terzo incontro del gruppo 3 vinto per 5-0 sulla Svizzera, rilevando Amaia Peña, partita titolare, al 66', condividendo con le compagne il percorso che vede la Spagna giungere in finale per la sesta volta nella sua storia sportiva, persa poi con la Francia.

## Statistiche
Statistiche aggiornate al 14 maggio 2022.

### Presenze e reti nei club
| Stagione            | Squadra             | Campionato          | Campionato | Campionato | Coppe nazionali | Coppe nazionali | Coppe nazionali | Coppe continentali | Coppe continentali | Coppe continentali | Altre coppe | Altre coppe | Altre coppe | Totale | Totale |
| Stagione            | Squadra             | Comp                | Pres       | Reti       | Comp            | Pres            | Reti            | Comp               | Pres               | Reti               | Comp        | Pres        | Reti        | Pres   | Reti   |
| ------------------- | ------------------- | ------------------- | ---------- | ---------- | --------------- | --------------- | --------------- | ------------------ | ------------------ | ------------------ | ----------- | ----------- | ----------- | ------ | ------ |
| 2017-2018           | Santa Teresa        | PD                  | 11         | -35        | -               | -               | -               | -                  | -                  | -                  | -           | -           | -           | 11     | -35    |
| 2018-2019           | Santa Teresa        | SD                  | ?          | ?          | -               | -               | -               | -                  | -                  | -                  | -           | -           | -           | ?      | ?      |
| 2019-2020           | Santa Teresa        | SD                  | ?          | ?          | -               | -               | -               | -                  | -                  | -                  | -           | -           | -           | ?      | ?      |
| 2020-2021           | Santa Teresa        | PD                  | 31         | -60        | -               | -               | -               |                    | -                  | -                  |             | -           | -           | 31     | -60    |
| Totale Santa Teresa | Totale Santa Teresa | Totale Santa Teresa | 42+        | -95+       |                 | -               | -               |                    | -                  | -                  |             | -           | -           | 42+    | -95+   |
| 2021-2022           | Napoli              | A                   | 15         | -23        | CI              | 1               | -1              | -                  | -                  | -                  | -           | -           | -           | 16     | -24    |
| Totale carriera     | Totale carriera     | Totale carriera     | 57+        | -23+       |                 | 1+              | -1+             |                    | -                  | -                  |             | -           | -           | 58+    | -119+  |

## Palmarès

### Club
- Campionato spagnolo di seconda divisione: 1

Santa Teresa: 2019-2020